# Apistoloricaria
Apistoloricaria is een geslacht van straalvinnige vissen uit de familie van de harnasmeervallen (Loricariidae).

## Soorten
- Apistoloricaria condei Isbrücker & Nijssen, 1986
- Apistoloricaria laani Nijssen & Isbrücker, 1988
- Apistoloricaria listrorhinos Nijssen & Isbrücker, 1988
- Apistoloricaria ommation Nijssen & Isbrücker, 1988